# Мыши (За гранью возможного)
«Мыши» (англ. The Outer Limits: The Mice) — телефильм, 15 серия 1 сезона телесериала «За гранью возможного» 1963—1965 годов. Режиссёр: Алан Кросланд младший. В ролях — Генри Сильва, Диана Сэндз, Майкл Хиггинс, Рон Фостер, Дабни Колман.

## Вступление
В мечтах некоторые из нас гуляют среди звезд. В мечтах некоторые из нас едут на залитые морской водой пространства, где каждый порт великолепен, и ни один из них не находится для нас вне пределов досягаемости. Но некоторые из нас в мечтах не могут достичь того, что находится вне стен нашего собственного небольшого сна.

## Сюжет
Преступник добровольно предлагает себя, чтобы стать «лабораторной мышью» для эксперимента по транспортировки материи на секретной базе Нео-Кинематического подразделения. В действительности эксперимент, как предполагается, является обменом между Землей и инопланетной расой, хортигами с планеты Хромо. Но в результате следуют проблемы и учёный, не долетая до Хромо, погибает, а преступник должен был отправиться следом. Внезапно выясняется, что этот эксперимент нужен был только для того, чтобы секретный центр стал гнездом, в котором прибывший хортиг станет размножаться, чтобы его раса распространилась по всей Земле и заявила свои права на нашу планету.

## Заключительная фраза
Голод пугает и вредит, и у него есть множество гримас, и каждый человек должен иногда бояться оказаться перед одной из них. Но не кажется ли вам, что страдание, известное и понятное всем людям, приведет человечество не к обману и убийству, но к вере, надежде и любви?